# Daniel Tinayre
Daniel Tinayre, (né à Vétheuil le 14 septembre 1910,, et décédé à Buenos Aires le  24 octobre 1994), est un scénariste, producteur et réalisateur argentin d'origine française.

## Filmographie

### en tant que réalisateur
- 1935 : Bajo la santa Federación
- 1936 : Sombras porteñas
- 1937 : Mateo
- 1937 : Una porteña optimista
- 1941 : La hora de las sorpresas
- 1942 : Vidas marcadas
- 1946 : Camino del infierno
- 1947 : Crime de sang-froid (A sangre fría)
- 1948 : La danza del fuego
- 1948 : Pasaporte a río
- 1950 : La vendedora de fantasias
- 1952 : Deshonra
- 1954 : Tren internacional
- 1957 : La bestia humana (en) (d'après La Bête humaine d'Émile Zola)
- 1958 : En la ardiente oscuridad
- 1960 : La patota
- 1961 : El rufián
- 1962 : Bajo un mismo rostro
- 1963 : La cigarra no es un bicho
- 1964 : Extraña ternura
- 1969 : Kuma Ching
- 1974 : La Mary